# 碳化镁
碳化镁，化学式 MgC
2，是镁的乙炔化物。它可以由 450 °C的氢气中，在镁粉上通过乙炔而成:
Mg + C2H2 → MgC2 + H2↑
在 500 °C 以上时，碳化镁分解成丙二烯镁 (Mg
2[C=C=C])和碳。由于碳化镁对热的不稳定性，它无法由碳和镁直接反应而成。它也可以由MgCl
2和CaC
2反应，或MgEt
2 和乙炔反应而成。
它会水解成乙炔。